# Serie B
Il campionato di Serie B, colloquialmente abbreviato in Serie B e ufficialmente denominato Serie BKT a partire dalla stagione 2018-2019 per ragioni di sponsorizzazione, è la seconda divisione professionistica del campionato italiano di calcio maschile, gestito dalla Lega Nazionale Professionisti Serie B (LNPB).

## Formula
Così come per la Serie A (categoria immediatamente superiore), il girone unico fu istituito nel 1929-30. Identica è anche la formula: un girone all'italiana con gare di andata e ritorno, tra le venti squadre partecipanti. Sono assegnati tre punti alla vincente dell'incontro, un punto a testa per il pareggio e nessun punto alla squadra sconfitta. Il regolamento prevede tre promozioni in massima serie, a fronte di quattro retrocessioni in Serie C. Le prime due classificate sono automaticamente promosse; l'ultima promozione viene invece decisa tramite i play-off, ai quali partecipano le squadre classificate dal 3º all'8º posto, tranne nel caso in cui tra 3ª e 4ª classificata vi sia un distacco superiore a 14 punti: in tal caso, i play-off non saranno disputati e di conseguenza la 3ª classificata sarà promossa direttamente in Serie A. Al contrario, le formazioni dal 18º al 20º posto retrocedono direttamente; l'ultima retrocessione viene decisa da un play-out che contrappone la 16ª e 17ª classificata, a meno che quest'ultima non sia distanziata dalla 16ª di 5 o più punti: in questa situazione, il play-out non verrà disputato e la 17ª classificata sarà direttamente retrocessa in Serie C. A partire dalla stagione 2005-06, la classifica avulsa è il criterio usato per formulare la classifica finale in caso di parità.
Dalla stagione 2006-2007 la Serie B ha introdotto la cerimonia di premiazione in campo della squadra prima classificata, a cui viene consegnato un trofeo dedicato. Fino alla stagione 2019-2020 la squadra vincitrice del torneo riceveva la Coppa Ali della Vittoria. Dopo una stagione interlocutoria, dalla stagione 2021-2022 è stata introdotta la nuova Coppa Nexus; una versione ridotta di quest'ultima viene conferita anche alla squadra seconda classificata e alla vincitrice dei play-off.

### Play-off

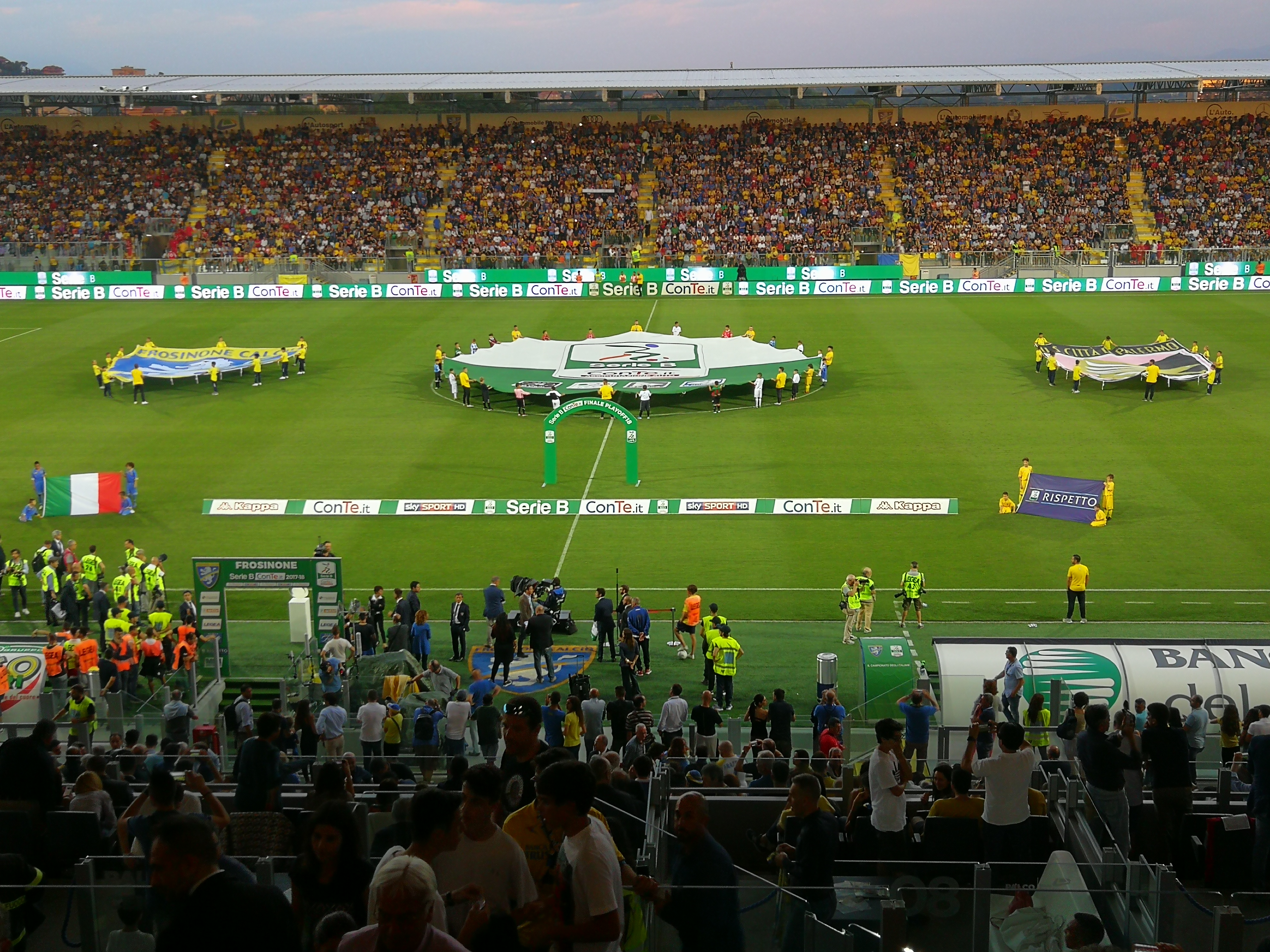
La finale play-off del campionato di Serie B 2017-2018

I play-off sono stati introdotti in Serie B nella stagione 2004-2005, per determinare la terza squadra promossa in Serie A. 
La formula originale prevedeva la partecipazione di quattro squadre (dalla 3ª alla 6ª classificata) che si affrontavano in semifinali e finale (entrambe basate su gare di andata e ritorno). Qualora il distacco tra la 3ª e la 4ª classificata fosse stato superiore ai nove punti, la terza classificata sarebbe stata direttamente promossa in Serie A, in caso contrario, si sarebbero disputati i play-off. Nella stagione 2012-2013 c'è stata una variazione nel regolamento della finale, infatti sono stati aboliti i tempi supplementari nella partita di ritorno, che erano previsti in caso di parità di reti dopo 180'.
Nella stagione 2013-2014 la griglia play-off è stata ampliata sino a ricomprendere un massimo di sei squadre (dalla 3ª all'8ª classificata), che a loro volta dovevano essere comprese in un margine di quattordici punti, motivo per il quale il numero di club partecipanti agli spareggi per la promozione poteva variare e di conseguenza l'articolazione del torneo variava a seconda di quante fossero le società disputanti. La 3ª continuava ad essere promossa direttamente se aveva un distacco dalla 4ª superiore a 9 punti.
Dalla stagione 2017-2018, la disputa dei play-off avviene tra le squadre classificate dalla 3ª all'8ª posizione (senza più considerare il margine fra di esse), ma il distacco di punti tra la 3ª e la 4ª classificata deve essere non superiore ai quattordici punti (non più 9). Il formato quindi non è più variabile in base al numero di squadre.
La formula attuale è la seguente:
Accedono al turno preliminare le squadre classificate dalla 5ª all'8ª posizione: la 5ª si scontra con l'8ª e la 6ª si scontra con la 7ª; è prevista una sola partita in casa della squadra meglio classificata al termine del campionato e in caso di parità alla fine della gara, si disputano i tempi supplementari; in caso di ulteriore parità al 120', va in semifinale la squadra meglio piazzata in campionato.
Accedono direttamente alla semifinale la 3ª e la 4ª classificata, alle quali si aggiungono le 2 vincitrici del turno preliminare: la 3ª si scontra con la vincitrice dell'incontro fra la 6ª e la 7ª del turno preliminare. Alle semifinali si disputano partite di andata e ritorno e, in caso di parità al 90' della gara di ritorno, accede in finale la squadra meglio classificata nella stagione regolare. 
In finale si disputa una partita di andata ed una di ritorno: in caso di parità complessiva dopo 180', viene promossa in Serie A la squadra meglio piazzata in campionato; solo nel caso in cui le due squadre avessero terminato il campionato a pari punti, dalla stagione 2015-2016, si disputano supplementari ed eventualmente tiri di rigore. Sia in semifinale che in finale non viene applicata la regola dei gol in trasferta.

### Play-out
I play-out sono stati introdotti nella stagione 2003-2004, per determinare la quarta squadra che retrocede in Serie C: le ultime tre classificate retrocedono direttamente, seguite dalla quartultima se il distacco dalla quintultima supera i quattro punti (5 nella stagione 2003-2004). Viceversa, si procede alla disputa del play-out con una gara di andata e una di ritorno: in caso di parità del punteggio finale ottiene la permanenza nel Campionato di Serie B la squadra quint'ultima classificata al termine del campionato; solo nel caso in cui le due squadre avessero terminato il campionato con lo stesso punteggio in classifica, dalla stagione 2015-2016, la gara di ritorno prevede anche supplementari ed eventualmente rigori. Proprio come ai play-off, anche al play-out non vige la regola dei gol in trasferta.

## Storia

L'Atalanta vincitrice del campionato di Prima Divisione 1927-1928, progenitore della Serie B a girone unico; i lombardi vantano il record di 6 primi posti nel torneo cadetto.

I primi campionati italiani di calcio erano estremamente elitari e composti da un esiguo numero di squadre. Fu nel 1904 che il torneo si allargò con la prima edizione della Seconda Categoria: si trattava di una competizione in cui da un lato prendevano parte le formazioni della riserve delle società afferenti alla Prima Categoria, e dall'altro quei sodalizi provinciali che erano da poco entrati nella Federazione.
Per le provinciali non era sufficiente battere le riserve delle squadre metropolitane vincendo il campionato di rincalzo: dovevano dimostrare ad una Commissione Tecnica Federale di aver acquisito un tasso tecnico-calcistico tale da poter competere con i titolari che disputavano la Prima Categoria e perciò a loro veniva chiesto di dimostrarlo in una prova unica, non equiparabile a una gara di spareggio, un test match contro una squadra di Prima Categoria di fronte a importanti esponenti calcistici dell'epoca, gara che anche il Casale, neofita del 1910, dovette affrontare.
A mettere in crisi lo status quo fu un dirigente federale con una lettera pubblicata sulle colonne calcistiche della Gazzetta dello Sport del febbraio 1912: non esisteva ricambio tra la Prima Categoria e la Seconda che doveva sobbarcarsi le spese di una stagione intera per vederle vanificate anche da una sola gara contro le riserve delle squadre maggiori. Il dirigente propose l'introduzione del meccanismo promozione-retrocessione e subito ricevette il consenso di molte società e in conseguenza furono elaborate diverse proposte di cambiamento al Regolamento Campionati in atto, in vista dell'annuale Assemblea Federale. Tale meccanismo fu introdotto dall'Assemblea Federale del 31 agosto 1912, in cui venne approvato il progetto Valvassori-Faroppa che modificò la piramide calcistica italiana trasformando la Seconda Categoria nel nuovo campionato di Promozione creando un campionato dedicato per le Riserve. Così come in passato era stata gestita la Seconda Categoria, il campionato di Promozione fu affidato ai Comitati Regionali, che la F.I.G.C. aveva istituito nel 1909.
Fu solo nel 1921 che il Progetto Pozzo creò un vero e proprio campionato cadetto nazionale istituendo la Seconda Divisione, torneo in cui confluirono tutte quelle società vittime della pesante scrematura cui andò incontro la Prima Categoria ora ribattezzata come Prima Divisione. La nuova normativa introdotta, fortemente voluta dalla C.C.I. (che la applicò già nella stagione 1921-1922) e approvata con il Progetto Pozzo prevedeva la suddivisione dell'Italia in 2 grosse aree geografiche gestite da due Leghe Nord e Sud con un taglio netto al centro Italia che portava le squadre della Toscana a disputare i campionati al Nord e Marche e Umbria al Sud. La Seconda Divisione, di conseguenza, subì due diversi regolamenti campionati dovuti alla netta differenza fra le diverse organizzazioni e situazioni geografiche contingenti: al Nord organizzata fuori dall'ambito regionale direttamente dalla Lega Nord e al Sud ancora dai Comitati Regionali perché le distanze e i mezzi di comunicazione non permettevano la gestione di questo campionato a livello interregionale. Solo nella stagione 1925-1926 la Lega Sud delle società maggiori organizzò direttamente i gironi regionali di Seconda Divisione.

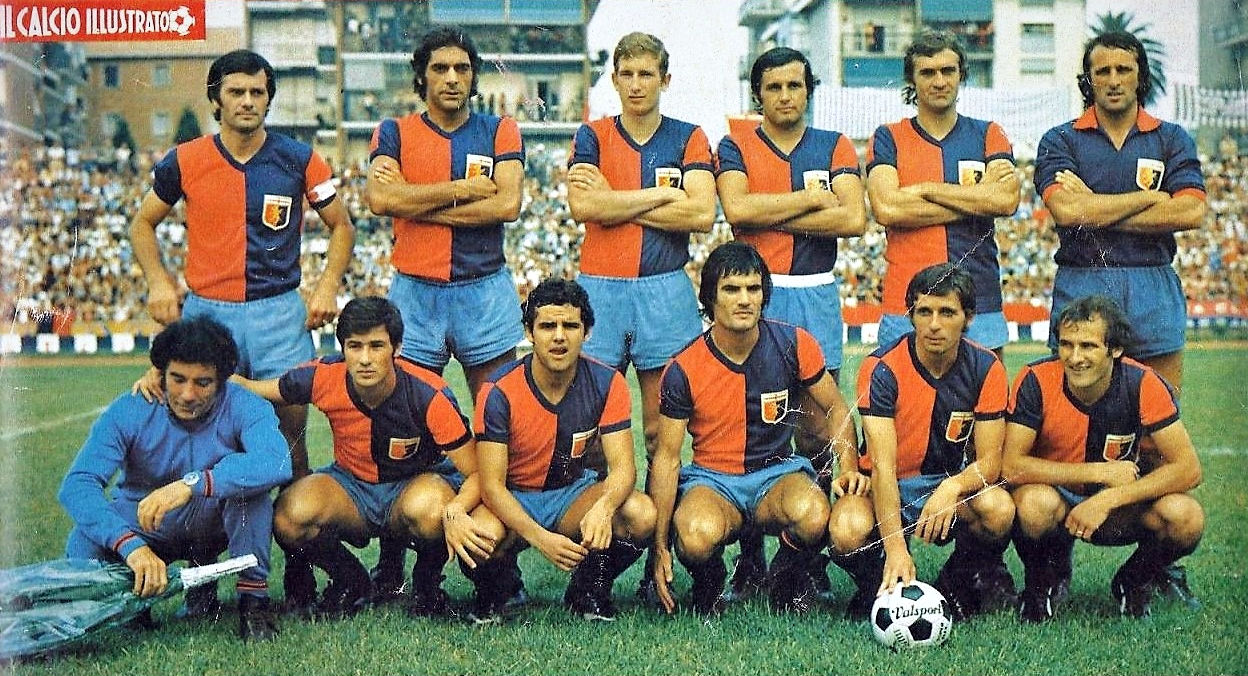
Il vincitore del campionato di Serie B 1972-1973; con 6 successi totali i liguri appaiano l'Atalanta quali club più vittoriosi in cadetteria.

Al Nord la nuova manifestazione partì nel 1922-1923 con un organico di 48 squadre suddivise in sei gironi, strutturati a livello interregionale ma ancora vagamente corrispondenti alle giurisdizioni dei comitati regionali, mentre nel 1924-1925 si scese a 40 sodalizi e a quattro gironi, ora geograficamente più estesi. Al Sud non tutti i Comitati Regionali riuscirono ad organizzare subito il campionato di Seconda Divisione, cosa impossibile soprattutto nelle regioni insulari dove i campi regolamentari si contavano sulle dita di una mano. Al primo campionato furono schierate circa 25 squadre e la stagione successiva si arrivò alle 40 unità ma, in seguito, i problemi di un'epoca particolarmente travagliata a livello politico si fecero sentire. In poche furono le società che riuscirono a disputare tutti i 4 campionati organizzati dalla Lega Sud dal 1922-1923 al 1925-1926 a causa degli alti costi di gestione.
Nel 1926 la Carta di Viareggio ridenominò il massimo campionato in Divisione Nazionale, scalando di conseguenza il nome delle categorie minori, con la Seconda Divisione che assunse l'etichetta di Prima Divisione: ma non fu l'unico cambiamento, perché i due enti che gestivano il torneo, Lega Nord e Lega Sud, furono riuniti divenendo il nazionale Direttorio Divisioni Superiori. Ciò comportò il fatto che uno solo dei gironi fu riservato al calcio meridionale, cui fecero posto numerosi club del Nord de facto declassati d'ufficio.
La riforma epocale concepita dalla Carta di Viareggio fu portata a compimento nel 1928 dal nuovo presidente della FIGC, il gerarca fascista bolognese Leandro Arpinati. L'influente politico stabilì la creazione di lì ad un anno di un campionato cadetto radicalmente diverso, e cioè non più un torneo interregionale, bensì un girone unico nazionale esattamente identico a quello parimenti progettato per il campionato maggiore: nacque così, nel 1929, la Serie B della Divisione Nazionale. L'istituzione del girone unico anche per il campionato cadetto destò le proteste delle società minori che si lamentarono delle ingenti spese di trasferta per le gare sull'intero territorio nazionale e del minore incasso da stadio rispetto al massimo campionato. Esse proposero invano di allargare a due gironi la prima edizione della Serie B della Divisione Nazionale e di ammettervi d'ufficio le semifinaliste del campionato meridionale di Prima Divisione: la formula a due gironi con criterio territoriale avrebbe ridotto le elevate spese di gestione per la partecipazione al campionato cadetto e avrebbe dato maggiore rappresentanza alle squadre centro-meridionali, ma la proposta non fu accolta e la Serie B rimase a girone unico.
La prima edizione vide iscritte 18 squadre, un format che rimase inalterato fino al 1933-1934, quando si provò la suddivisione su due raggruppamenti su base territoriale (ovest ed est). L'esperimento non fu però felice, e nel 1935-1936 si tornò al modello originale che, salvo un tentativo di riduzione fra il 1936 e il 1938, si protrasse fino allo stop dovuto alla Seconda guerra mondiale.
Nell'immediato dopoguerra, le colossali distruzioni belliche unite alla diffusa povertà impedirono la subitanea riproposizione del torneo, che si sviluppò con modalità differenziate fra le due aree del paese, il Nord e il Sud. Nelle stagioni 1946-1947 e 1947-1948 la Serie B fu disputata con un formato a tre gironi (con suddivisione geografica nord-ovest, nord-est e centro-sud). Nel 1948-1949 finalmente la F.I.G.C. riuscì a ricreare un girone unico a 22 squadre, ridotte poi nuovamente a 18 nel 1952-1953. Nel 1958-1959 si decise un allargamento dell'organico a 20 società, stabilendo un formato che, tranne un'occasione (campionato 1967-1968, a 21 squadre per la diminuzione da 18 a 16 delle partecipanti alla Serie A) rimase inalterato per 35 anni. Furono le conseguenze del cosiddetto Caso Catania a sconvolgere nel 2003-2004 la consolidata tradizione e a portare il lotto delle iscritte al record assoluto di 24 squadre, poi scese a 22 l'anno successivo. Nel 2018-2019 a causa della mancata iscrizione di Avellino, Bari e Cesena, per l’impossibilità di ripescare squadre in tempi brevi (entro la presentazione dei calendari per la stagione 2018-2019), il campionato cadetto torna ad avere un numero dispari di squadre partecipanti, da 22 scende a 19. Su disposizione della FIGC nella stagione 2019-2020 il campionato è tornato ad avere 20 squadre, formato in essere dal 1968 al 2003.
Il campionato cadetto, sulla scia della massima serie, introduce il sistema VAR: nelle stagioni 2018-2019, 2019-2020 e 2020-2021 viene utilizzato solo per play-off e play-out, mentre a partire dal campionato 2021-2022 è prevista la sua effettività anche nell'arco della stagione regolare.
| Periodo     | Partecipanti     |
| ----------- | ---------------- |
| 1929 - 1933 | 18               |
| 1933 - 1934 | 26 su due gironi |
| 1934 - 1935 | 32 su due gironi |
| 1935 - 1936 | 18               |
| 1936 - 1937 | 16               |
| 1937 - 1938 | 17               |
| 1938 - 1943 | 18               |
| 1946 - 1947 | 60 su tre gironi |
| 1947 - 1948 | 54 su tre gironi |
| 1948 - 1950 | 22               |
| 1950 - 1951 | 21               |
| 1951 - 1952 | 20               |
| 1952 - 1958 | 18               |
| 1958 - 1967 | 20               |
| 1967 - 1968 | 21               |
| 1968 - 2003 | 20               |
| 2003 - 2004 | 24               |
| 2004 - 2018 | 22               |
| 2018 - 2019 | 19               |
| 2019 -      | 20               |

## Le squadre
La Serie B rappresenta il campionato di livello più basso per sei squadre che non sono mai scese oltre: la Juventus, la Lazio, il Milan, la Roma, la Sampdoria e il Torino.
Sono 144 le squadre ad aver preso parte ai 94 campionati di Serie B che sono stati disputati a partire dal 1929-30 fino alla stagione 2025-2026 (della quale si riportano in grassetto le squadre partecipanti). Differentemente dalla Serie A, non tutti i campionati di Serie B sono stati disputati a girone unico. Il Taranto è la squadra che vanta il maggior numero di partecipazioni alla serie cadetta senza mai essere stata promossa in massima serie. Le squadre contrassegnate in corsivo sono quelle che non hanno mai raggiunto la Serie A.
- 66 volte:  Brescia
- 54 volte:  Modena
- 53 volte:  Verona
- 50 volte:  Bari
- 48 volte:  Palermo
- 41 volte:  Monza
- 40 volte:  Pescara,  Venezia
- 39 volte:  Padova
- 38 volte:  Pisa
- 37 volte:  Como,  Reggiana,  Vicenza
- 34 volte:  Catania,  Cesena,  Genoa,  Novara
- 33 volte:  Cremonese
- 32 volte:  Messina
- 31 volte:  Catanzaro,  Salernitana,  Taranto
- 30 volte:  Cagliari,  Parma,  Spezia,  Ternana
- 29 volte:  Lecce,  Perugia
- 28 volte:  Atalanta
- 27 volte:  Ascoli,  Livorno
- 26 volte:  Cosenza
- 25 volte:  Foggia,  Reggina
- 24 volte:  SPAL
- 23 volte:  Empoli
- 22 volte:  Triestina
- 21 volte:  Alessandria,  Ancona,  Sambenedettese,  Varese
- 20 volte:  Avellino
- 19 volte:  Lucchese,  Pistoiese
- 18 volte:  Cittadella,  Piacenza,  Udinese
- 16 volte:  Arezzo,  Mantova,  Treviso
- 15 volte:  Crotone
- 14 volte:  Frosinone,  Legnano,  Sampdoria[N 1]
- 13 volte:  Pro Patria,  Pro Vercelli,  Siena
- 12 volte:  Bologna,  Fanfulla,  Lecco,  Napoli,  Torino
- 11 volte:  Lazio,  Vigevano
- 10 volte:  Chievo,  Marzotto Valdagno,  Prato
- 9 volte:  AlbinoLeffe,  Rimini
- 7 volte:  Juve Stabia,  Ravenna,  Siracusa,  Virtus Entella
- 6 volte:  Brindisi,  Fidelis Andria,  Grosseto,  Sassuolo,  Seregno,  Viareggio
- 5 volte:  Benevento,  Campobasso,  Carpi,  Fiorentina,  Potenza,  Savona,  Trapani
- 4 volte:  Barletta,  Carrarese,  Casale,  Latina,  Monfalcone,  Pavia,  Pro Sesto,  Südtirol,   Virtus Lanciano
- 3 volte:  Cavese,  Derthona,  Grion Pola,  L’Aquila,  Nocerina,  Piombino,  Pordenone,  Sampierdarenese,  Sanremese,  Savoia
- 2 volte:  Acireale,  Biellese,  Casertana,  Castel di Sangro,  Crema,  La Dominante,  Fiumana,  Gallaratese,  Gubbio,  Licata,  Milan,  Pro Gorizia,  Rieti,  Scafatese,  Suzzara,  Trani,  Vogherese
- 1 volta:  Albatrastevere,  Alzano Virescit,  Arsenale Taranto,  Bolzano,  Centese,  Feralpisalò,  Fermana,  Forlì,  Gallipoli,  Juventus,  Maceratese,  Magenta,  Massese,  MATER,  Matera,  Mestre,  Molinella,  Portogruaro,  Roma,  Sestrese,  Sorrento,  Vita Nova

Le squadre seguenti disputarono tuttavia unicamente i campionati allargati dell'immediato secondo dopoguerra, allorché il torneo fu provvisoriamente ampliato con le migliori società di C, e dunque non hanno mai partecipato al girone unico:  Crema,  Gallaratese,  Pro Gorizia,  Rieti,  Scafatese,  Suzzara e  Vogherese, tutte per due volte;  Albatrastevere,  Arsenale Taranto,  Bolzano,  Centese,  Forlì,  Magenta,  Mestrina,  Sestrese e  Vita Nova, tutte per una volta.

## Albo d'oro
Di seguito è riportato l'albo d'oro del campionato di Serie B. Dalla stagione 1929-1930 a oggi il campionato è stato vinto, almeno una volta, da 51 squadre diverse.
- 1929-1930:  Casale (1º)
- 1930-1931:  Fiorentina (1º)
- 1931-1932:  Palermo (1º)
- 1932-1933:  Livorno (1º)
- 1933-1934:  Sampierdarenese (1º)
- 1934-1935:  Genoa (1º)
- 1935-1936:  Lucchese (1º),  Novara (1º)
- 1936-1937:  Livorno (2º)
- 1937-1938:  Novara (2º),  Modena (1º)
- 1938-1939:  Fiorentina (2º)
- 1939-1940:  Atalanta (1º)
- 1940-1941:  Liguria (2º)
- 1941-1942:  Bari (1º)
- 1942-1943:  Modena (2º)
- dal 1943 al 1945: Campionato non disputato
- 1945-1946:  Alessandria (1º)
- 1946-1947: Non assegnato[11]
- 1947-1948: Non assegnato[12]
- 1948-1949:  Como (1º)
- 1949-1950:  Napoli (1º)
- 1950-1951:  SPAL (1º)
- 1951-1952:  Roma (1º)
- 1952-1953:  Genoa (2º)
- 1953-1954:  Catania (1º)
- 1954-1955:  Lanerossi Vicenza (1º)
- 1955-1956:  Udinese (1º)
- 1956-1957:  Verona (1º)
- 1957-1958:  Triestina (1º)
- 1958-1959:  Atalanta (2º)
- 1959-1960:  Torino (1º)
- 1960-1961:  Venezia (1º)
- 1961-1962:  Genoa (3º)
- 1962-1963:  Messina (1º)
- 1963-1964:  Varese (1º)
- 1964-1965:  Brescia (1º)
- 1965-1966:  Venezia (2º)
- 1966-1967:  Sampdoria (1º)
- 1967-1968:  Palermo (3º)
- 1968-1969:  Lazio (1º)
- 1969-1970:  Varese (2º)
- 1970-1971:  Mantova (1º)
- 1971-1972:  Ternana (1º)
- 1972-1973:  Genoa (4º)
- 1973-1974:  Varese (3º)
- 1974-1975:  Perugia (1º)
- 1975-1976:  Genoa (5º)
- 1976-1977:  Lanerossi Vicenza (2º)
- 1977-1978:  Ascoli (1º)
- 1978-1979:  Udinese (2º)
- 1979-1980:  Como (2º)
- 1980-1981:  Milan (1º)
- 1981-1982:  Verona (2º)
- 1982-1983:  Milan (2º)
- 1983-1984:  Atalanta (3º)
- 1984-1985:  Pisa (1º)
- 1985-1986:  Ascoli (2º)
- 1986-1987:  Pescara (1º),  Pisa (2º)
- 1987-1988:  Bologna (1º)
- 1988-1989:  Genoa (6º)
- 1989-1990:  Torino (2º)
- 1990-1991:  Foggia (1º)
- 1991-1992:  Brescia (2º)
- 1992-1993:  Reggiana (1º)
- 1993-1994:  Fiorentina (3º)
- 1994-1995:  Piacenza (1º)
- 1995-1996:  Bologna (2º)
- 1996-1997:  Brescia (3º)
- 1997-1998:  Salernitana (1º)
- 1998-1999:  Verona (3º)
- 1999-2000:  Vicenza (3º)
- 2000-2001:  Torino (3º)
- 2001-2002:  Como (3º)
- 2002-2003:  Siena (1º)
- 2003-2004:  Palermo (4º)
- 2004-2005:  Empoli (1º)
- 2005-2006:  Atalanta (4º)
- 2006-2007:  Juventus (1º)
- 2007-2008:  Chievo (1º)
- 2008-2009:  Bari (2º)
- 2009-2010:  Lecce (1º)
- 2010-2011:  Atalanta (5º)
- 2011-2012:  Pescara (2º)
- 2012-2013:  Sassuolo (1º)
- 2013-2014:  Palermo (5º)
- 2014-2015:  Carpi (1º)
- 2015-2016:  Cagliari (1º)
- 2016-2017:  SPAL (2º)
- 2017-2018:  Empoli (2º)
- 2018-2019:  Brescia (4º)
- 2019-2020:  Benevento (1º)
- 2020-2021:  Empoli (3º)
- 2021-2022:  Lecce (2º)
- 2022-2023:  Frosinone (1º)
- 2023-2024:  Parma (1º)
- 2024-2025:  Sassuolo (2º)

## Statistiche e record

Il vincitore del campionato di Serie B 1996-1997; i lombardi annoverano il record di partecipazioni complessive e consecutive al torneo cadetto.

- Il Brescia detiene il record di partecipazioni complessive (66) e consecutive (18, dal 1947-48 al 1964-65). Il Brescia detiene inoltre il record di retrocessioni dalla A alla B (13), e di retrocessioni da neopromossa in massima serie (8).
- Il Taranto è la squadra con più partecipazioni alla Serie B (31) fra quelle che non sono mai approdate in Serie A.
- L'Ascoli vanta il record dei punti totalizzati in un campionato di Serie B a 20 squadre, 61 (2 punti a vittoria) con 26 vittorie, 9 pareggi e 3 sconfitte. Tale record è stato realizzato nella stagione 1977-78, nella quale lo stesso Ascoli ottenne anche il record di vittorie totali (26) e quello di vittorie consecutive in casa (14). In un campionato di Serie B a 20 squadre, con 3 punti a vittoria, il Benevento vanta il record di punti totalizzati, 86 con 26 vittorie, 8 pareggi e 4 sconfitte, condividendo con l'Ascoli il record di vittorie totali, ottenuto nella stagione 2019-20.
- Il record per il maggior numero di punti in un campionato a 22 squadre (con 3 punti a vittoria) appartiene al Palermo (2013-14) che ha totalizzato 86 punti.[N 2]
- Il record per il maggior numero di punti in un campionato a 24 squadre (con 3 punti a vittoria) appartiene al Palermo e Cagliari (stagione 2003-04) che hanno concluso il campionato appaiate, totalizzando 83 punti.
- Il record di vittorie consecutive (8) appartiene alla Cremonese (stagione 1992-1993), al Verona (stagioni 1998-99 e 2011-12), al Torino (stagione 2000-01), alla Juventus (stagione 2006-07) e al Trapani (stagione 2015-16).
- Il record di vittorie complessive in trasferta in un unico campionato (13) appartiene al Palermo (2013-14).
- Il record di vittorie consecutive in trasferta (8) appartiene al Palermo (2013-14) e al Benevento (2019-2020).
- Atalanta e Genoa detengono il record di campionati totali vinti (6).
- Atalanta e Brescia sono le squadre che hanno ottenuto più promozioni in massima serie (12).
- Il record di vittorie complessive in un campionato appartiene alla Juventus (28, nella stagione 2006-2007).
- Il record di vittorie complessive in un campionato rispetto al totale delle partite disputate appartiene al Brescia (23 vittorie su 32 partite nella stagione 1932-1933).
- La Roma, il Milan e la Juventus sono le uniche squadre ad aver vinto tutte le edizioni del campionato cui hanno partecipato.
- L'Inter è l'unica squadra a non essere mai retrocessa dalla Serie A alla Serie B; altresì è l'unica squadra tra quelle che hanno militato in Serie A almeno per una stagione a non avere mai preso parte al torneo di Serie B.
- La SPAL detiene il record di goal segnati (95), realizzato nella stagione 1949-1950; quello minimo è stato realizzato dal Bari (12) nella stagione 1973-1974.
- La miglior difesa è stata quella del Genoa nella stagione 1988-1989 con sole 13 reti subite; la peggiore quella della Pro Sesto (119) nella stagione 1949-1950.
- Il Napoli è stata l'unica squadra militante in Serie B a vincere la Coppa Italia nella stagione 1961-1962, al termine della quale la squadra ottenne la promozione in Serie A con il secondo posto in classifica.
- Nessuna squadra ha mai concluso un campionato di Serie B senza sconfitte. Il risultato migliore è stato ottenuto dal Perugia nella stagione 1984-85, quando la squadra umbra subì una sola sconfitta in 38 partite.
- Perugia e Napoli detengono il record di pareggi (26), stabilito, rispettivamente, dalla squadra umbra nel campionato 1984-85 (a venti squadre) e da quella partenopea nel campionato 2003-2004 (a ventiquattro squadre).
- Il record di sconfitte complessive in un campionato (35 su 42 partite) è della Pro Sesto, stabilito nella stagione 1949-1950.
- Il Benevento è l'unica squadra promossa in Serie A in qualità di neopromossa debuttante nella categoria cadetta. Oltre alla squadra beneventana, hanno ottenuto la promozione in A da neopromosse non debuttanti: Como, Lecce, Modena, Udinese (due volte ciascuno) e Bari, Bologna, Brescia, Cagliari, Cesena, Empoli, Fiorentina, Frosinone, Genoa, Napoli, Novara, Parma, SPAL e Varese.
- Il Bari, il Bologna, il Brescia, il Casale, il Catanzaro, il Como, il Crotone, la Cremonese, l'Empoli, il Foggia, il Lecce, la Lucchese, il Mantova, il Padova, la Pro Patria, la SPAL, la Salernitana  e il Venezia sono state le squadre, retrocesse dalla Serie A, a scendere nella categoria inferiore (Serie C o C1) dopo un anno in B. Alla squadra bolognese, inoltre, ciò accadde nella stagione di debutto. Il Bari ed il Como sono le uniche squadre ad avere subito questa doppia retrocessione consecutiva due volte. Lo stesso è accaduto anche a Perugia e Siena (la squadra senese è ripartita dalla serie D), ma a seguito del fallimento societario, mentre il Catania ha subito la seconda retrocessione consecutiva d'ufficio per illecito sportivo. Il Bari (tra il 1949-50 ed il 1951-52), il Como (tra il 2002-2003 ed il 2004-2005), e la Lucchese (tra il 1951-52 ed il 1953-54) sono le squadre che hanno subito tre retrocessioni consecutive. Addirittura, il Como stesso, nel 2005, dopo la retrocessione dalla Serie C1, fallisce e non riesce ad iscriversi alla C2, cadendo ulteriormente in Serie D, ottenendo così ben quattro retrocessioni di fila, di cui tre sul campo, l'unica squadra retrocessa dalla Serie A a subire questo destino.
- Il Parma è, a oggi, la prima e unica squadra ad aver ottenuto tre promozioni consecutive dalla D alla A, tra le stagioni 2015-16 e 2017-18.
- Il Castel di Sangro è, a oggi, la squadra della città con il minor numero di abitanti (all'epoca della militanza in B il comune di Castel di Sangro contava circa 5 500 abitanti) ad aver partecipato alla Serie B.

## Orari di gioco
Fino agli anni 1990, come in ogni altra divisione del campionato nazionale, era prevista la contemporaneità delle partite: esse venivano disputate nel pomeriggio domenicale, con inizio in orario variabile (dalle 14:30 alle 16:30). In seguito, sono state apportate varie modifiche: l'anticipo serale del sabato (introdotto nel 1993-94, contestualmente al posticipo in A), gli anticipi del venerdì e i posticipi del lunedì (1999-2000), l'anticipo al venerdì del turno pasquale (che in A si disputa il sabato). È tuttavia della stagione 2005-06 la novità più importante, ovvero la disputa degli incontri nel pomeriggio del sabato: sono invece in calendario per la domenica i turni coincidenti con le soste della Serie A (per impegni della nazionale). Dalla stagione 2018-2019 anche il campionato di serie B si ferma in contemporanea con la serie A nelle soste per la nazionale. 

## Sponsorizzazioni
Dall'edizione 1998-1999 a quella del 2009-2010, la Serie B ha utilizzato per la prima volta una denominazione commerciale, quella di Serie B TIM, a seguito di un contratto di sponsorizzazione che coinvolgeva tutte le manifestazioni organizzate dall'allora Lega Calcio.
Dalla stagione 2010-2011, con la sopravvenuta scissione in seno alla Lega Calcio e la conseguente nascita della nuova Lega Serie B, la seconda serie italiana ha iniziato a gestire in proprio la ricerca di title sponsor, assumendo da qui in avanti i nomi commerciali di Serie bwin (2010-2013), Serie B Eurobet (2013-2014), Serie B ConTe.it (2015-2018) e Serie BKT (dal 2018). Inoltre, nella stagione 2014-2015 i turni di play-off e play-out hanno ricevuto l'ulteriore sponsorizzazione di Compass, adottando quindi la denominazione di Playoff Compass e Playout Compass.
Nella stagione 2013-2014, infine, la Serie B ha avuto per la prima volta un top sponsor unico per tutte le formazioni partecipanti al campionato, riportato sul retro delle maglie; sponsorizzazione replicata nelle edizioni 2014-2015 e 2018-2019.
| Periodo   | Title sponsor    | Top sponsor | Altre sponsorizzazioni                |
| --------- | ---------------- | ----------- | ------------------------------------- |
| 1998-2010 | Serie B TIM      | –           | –                                     |
| 2010-2013 | Serie bwin       | –           | –                                     |
| 2013-2014 | Serie B Eurobet  | NGM         | –                                     |
| 2014-2015 | –                | NGM         | Compass (play-off e play-out)         |
| 2015-2018 | Serie B ConTe.it | –           | –                                     |
| 2018-2019 | Serie BKT        | Unibet      | Facile Ristrutturare (sleeve sponsor) |
| 2019-2020 | Serie BKT        | –           | Facile Ristrutturare (sleeve sponsor) |
| 2020-2022 | Serie BKT        | –           | –                                     |

## Loghi

Logo della Lega Nazionale Professionisti adottato dalla Serie B dal 1996 al 2010
Composit logo della Serie bwin usato dal 2010 al 2013
Composit logo della Serie B Eurobet usato nella stagione 2013-2014
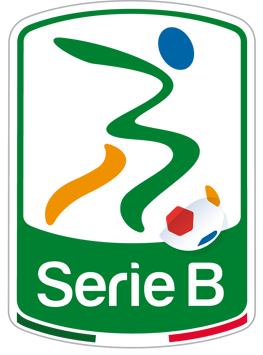
Logo della Serie B usato nella stagione 2014-2015
Composit logo dei Playoff Compass usato nel 2015
Composit logo dei Playout Compass usato nel 2015
Composit logo della Serie B ConTe.it usato dal 2015 al 2018
Composit logo della Serie BKT in uso dal 2018